# Waldison
Waldison Rodrigues de Souza, conhecido como Waldison (São Miguel do Araguaia, 17 de junho de 1984), é um futebolista brasileiro que atua na posição de atacante. Atualmente está sem clube.

## Carreira
Waldison foi revelado pelo Grêmio, e jogou por vários clubes com pouco destaque no cenário nacional como Canoas, Marcílio Dias, São Bento, Guaratinguetá, Esportivo, Chapecoense, Caxias, Boa Esporte e o Central. Neste último, se destacou e acabou chamando atenção do Fortaleza, e consequentemente sendo contratado. Fez uma boa temporada no Fortaleza e foi chamando atenção do coreano Jeju United, sendo emprestado. Voltou ao Fortaleza e depois de mais duas boas temporadas, chamou atenção do Santa Cruz e foi o primeiro reforço tricolor para 2015, chegou antes mesmo do treinador Ricardinho que foi anunciado dias depois da contratação do atacante. Waldison se apresentou no Santa Cruz no dia 08 de janeiro junto com o volante Edson Sitta e integrou o elenco do clube para as disputas do Pernambucano 2015 e para a Série B 2015. Marcou seu primeiro gol com a camisa do Santa Cruz contra o Ceará, o jogo terminou 3x3, em um jogo com muitos erros da arbitragem contra a equipe tricolor. Atualmente está no Giresunspor, da Turquia.

## Títulos
Grêmio
- Campeonato Brasileiro de Futebol - Série B: 2005
- Campeonato Gaúcho de Futebol: 2006
- Copa FGF: 2006

Marcílio Dias
- Copa Santa Catarina : 2007
- Recopa Sul-Brasileira : 2007

Boa Esporte
- Campeonato Mineiro de Futebol Módulo II : 2011

Santa Cruz
- Campeonato Pernambucano: 2015